# مقاطعة سوير (ويسكونسن)
مقاطعة سوير (بالإنجليزية: Sawyer County, Wisconsin)‏ هي إحدى مقاطعات ولاية ويسكونسن في الولايات المتحدة. تأسست سنة 1883، وتبلغ مساحتها 1,350 ميل مربع (3,500 كـم2)، بلغ عدد سكانها 16557 نسمة في عام 2010 حسب إحصاء مكتب تعداد الولايات المتحدة .

## وصلات خارجية
- الموقع الرسمي
- United States Counties